# Anders Gustaf Hedenskog
Anders Gustaf Hedenskog född den 5 januari 1873 i Älgå församling, Värmlands län, död den 2 augusti 1941 i Arvika, Värmlands län,  var en svensk intendent och författare.
Hedenskog var en av initiativtagarna till bildandet av Såguddens museum 1913 och grundare av Arvika fornminnesföreningen 1904. Han var tillsammans med Elis Eriksson ivrigt sysselsatt med att lokalisera och samla intressanta, gamla föremål som inte längre användes och förmå folk att överlämna föremålen till Såguddens museum, .
Han var gift med Elisabeth Roth och far till konstnären Matte Hedenskog samt bror till karikatyrtecknaren Carl Jacobsson.